# Franciszek Maria Kwilecki
Franciszek Maria Władysław Kwilecki hrabia herbu Szreniawa (ur. 4 października 1875, w Szamotułach, zm. 20 września 1937 w Warszawie) – polski ziemianin i rzeźbiarz, kawaler maltański odznaczony komandorią papieskiego Orderu św. Grzegorza Wielkiego.

## Życiorys
Syn Stefana hrabiego Kwileckiego z Kwilcza herbu Szreniawa oraz Barbary Mańkowskej herbu Zaremba. Potomek Adama Klemensa Kwileckiego w siódmym pokoleniu. Żenił się dwukrotnie, w 1901 z Jadwigą ks. Lubomirską, a w cztery lata po jej śmierci w 1930 – z Katarzyną Bończa-Tomaszewską.
Prowadził duży majątek rolny w Dobrojewie, hodował konie, pasjonował się sztuką, studiował rzeźbę w Akademii Sztuk Pięknych w Krakowie oraz na paryskiej akademii. W 1926 roku w swoim majątku w Dobrojewie gościł znakomitego malarza – Wojciecha Kossaka, którego znał z czasów nauki w krakowskiej uczelni. Kossak za kwotę 12 000 złotych namalował dla niego obraz zatytułowany "Stadnina Franciszka Kwileckiego w Dobrojewie pędzona do wody." przedstawiający Franciszka Kwileckiego wraz z córkami Marią, Krystyną, Heleną i Anną oraz biegnącym stadem koni. Hrabia Kwilecki był jednym z założycieli Towarzystwa Przyjaciół Sztuk Pięknych w Poznaniu.

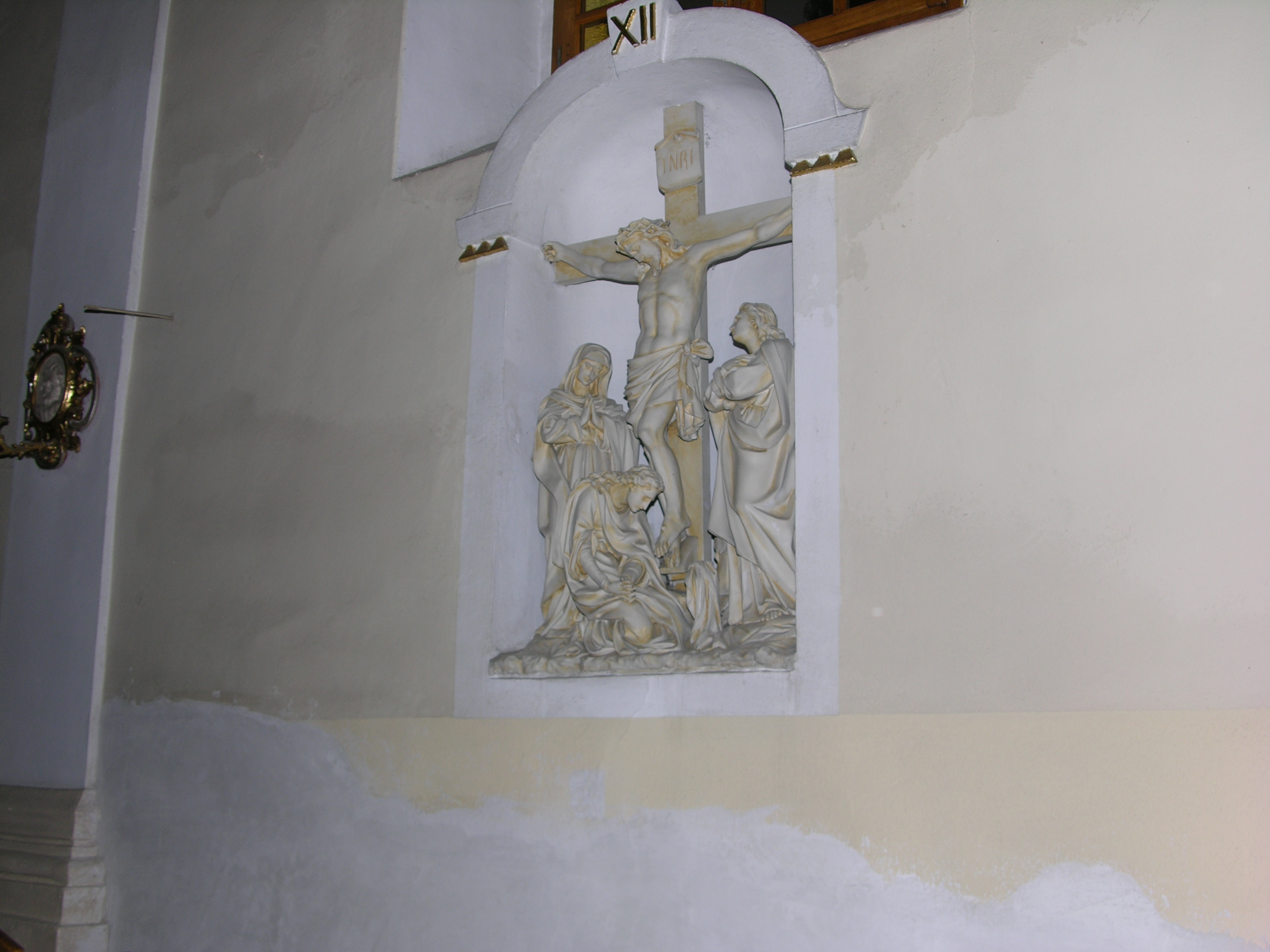
Jedna ze stacji drogi krzyżowej w kościele w Ostrorogu

Stadnina Kwileckiego była w dwudziestoleciu międzywojennym  jedną z najznamienitszych. Hrabia Kwilecki dążył do stworzenia szlachetnej rasy konia zdolnego zarówno do pracy na roli jak również do służby w wojsku. W 1929 roku, grupa klaczy z jego stadniny otrzymała złoty medal na Powszechnej Wystawie Krajowej (PeWuKa) w Poznaniu, a za kilka klaczy otrzymał Kwilecki otrzymał indywidualne nagrody. Stadninę Dobrojewie prowadził dziadek – Leonard (powstaniec listopadowy), a następnie z sukcesami (wiele medali na wystawach) jego ojciec Stefan. Przełomowym moment w dziejach stadniny był zakup w 1912 roku ogiera czystej krwi arabskiej, który dał stadu 18 koni i 12 klaczy. W 1923 roku klacze hodowcy zdobyły uznanie na Targach Poznańskich, a rok później sprowadził nowego konia czystej krwi oraz jednego półkrwi. W 1927 roku dobrojewska stadnina liczyła 333 sztuki (93 źrebaki i 127 koni i 113 klaczy hodowanych w 3 kategoriach – czystej krwi arabskiej, półorientalnej oraz anglo-arabskiej).
Franciszkowi Kwileckiemu przypisuje się autorstwo drogi krzyżowej w kościele w Ostrorogu, która jest jednym z symboli tego kościoła. Charakterystycznym jej elementem są duże gipsowe figury, ponadto droga krzyżowa została ustawiona w porządku odwrotnym od zwyczajowego.
Pochowany na cmentarzu w Ostrorogu.